# スミレウロコタケ
スミレウロコタケ（菫鱗茸、学名: Corticium roseocarneum）は、コウヤクタケ科コウヤクタケ属の中型のキノコ（菌類）で、白色腐朽菌である。食用不適。

## 分布・生態
日本を含むアジア、ロシア、ヨーロッパ、北アメリカ、南アメリカに分布する。
白色腐朽菌。一年を通じて見られるが夏から秋にかけて生育し、広葉樹林の、腐朽がすすんだ広葉樹の朽ちた倒木や落枝の上に背着あるいは半背着して薄く広がるように発生する。里山の林内や、沢ちかくの落枝などに薄く張り付くようにして見られる。

## 形態
子実体は背着生から半背着生で膏薬（こうやく）状に広がり、厚さ1.5ミリメートル (mm) の柔軟な革質で、表面は灰白色から淡紅紫色で短い毛が生えたビロード状になる。周縁部は反転して表面が灰白色の幅の狭い棚状の傘を作る。傘の厚みは0.5 mm。傘裏面（子実層面）は平滑で、はじめは淡い紅紫色、のちに褐色を帯びた紫色になり、老熟あるいは乾燥すると退色して灰褐色になるものもある。カミウロコタケ（Phlebiopsis crassa）とよく似た色と形をしているが、子実体の厚みはずっと薄い。
子実体を構成する菌糸は一菌糸型で、菌糸隔壁にはクランプがある。担子胞子は6 - 12 × 4 - 6マイクロメートル (μm) の広楕円形で、非アミロイド性。胞子紋は白色。